# Guerra das Castas
A Guerra das Castas de Iucatã (1847 - 1901) foi um movimento social que os maias do sul e oriente de Iucatã iniciaram no mês de julho de 1847 contra a população de brancos descendentes de europeus (crioulos e mestiços) que estava estabelecida na proporção ocidental da península de Iucatã e mantinha o controle político e econômico local. A guerra custou cerca de quatro mil  vidas humanas e terminou oficialmente em 1901 com a ocupação da capital maia de Chan Santa Cruz pelas tropas do exército federal mexicano.

## Servidão e vassalagem
Os indígenas maias em geral haviam sido submetidos tanto fisicamente quanto a religião e cultura dos europeus durante os 300 anos que seguiram a conquista. Existia um ferrenho controle social na península iucateca de todos os grupos sociais que não fossem espanhóis ou criollos. Havia zonas em Iucatãcomo a região de Valladolid, onde o controle social era expresso com maior severidade.
É claro que a população crioula era a que mais se favorecia desta estrutura chamada de castas (peninsulares, crioulos, mestiços, negros, e as diversas misturas a partir desses grupos): nesse esquema os indígenas maias ocuparam sempre o lugar inferior na escala social.
As formas de controle social por parte da classe dominante que haviam sido refinadas no restante do México durante o século XIX, se mantiveram em Iucatã sem qualquer problema durante esse período. Ainda que tivesse sido proibida a escravidão através da proclamação de Miguel Hidalgo em 1810 (com oficialização da proibição por decreto presidencial de Vicente Guerrero em 1829), em Iucatã os proprietários de terras persistiram com a opressão e escravidão dos acasillados, todos indígenas maias, que vinham de um regime de submissão desde as encomiendas.
Os indígenas se tornavam submissos, dentre outras formas, pela via da dívida. Um indígena nascia e morria no mesmo lugar, na fazenda onde trabalhava desenvolvendo tarefas árduas, lhe era atribuído um pagamento ínfimo escolhido pelo agricultor. Este pagamento era realizado através da tienda de raya, propriedade do agricultor aonde era obrigado a adquirir a preços arbitrários os produtos básicos para sua subsistência. Nesse comércio o indígena ficava endividado de tal forma que morria sem conseguir pagar suas dívidas. Além disso as dívidas eram hereditárias, de maneira que os filhos deviam pagar as contas que os pais não haviam conseguido pagar, perpetuando a dependência da família e chegando ao extremo de que para saldar uma dívida, era permitido ao proprietário da terra que vendesse os trabalhadores no mercado escravo de Cuba.

## Final da guerra

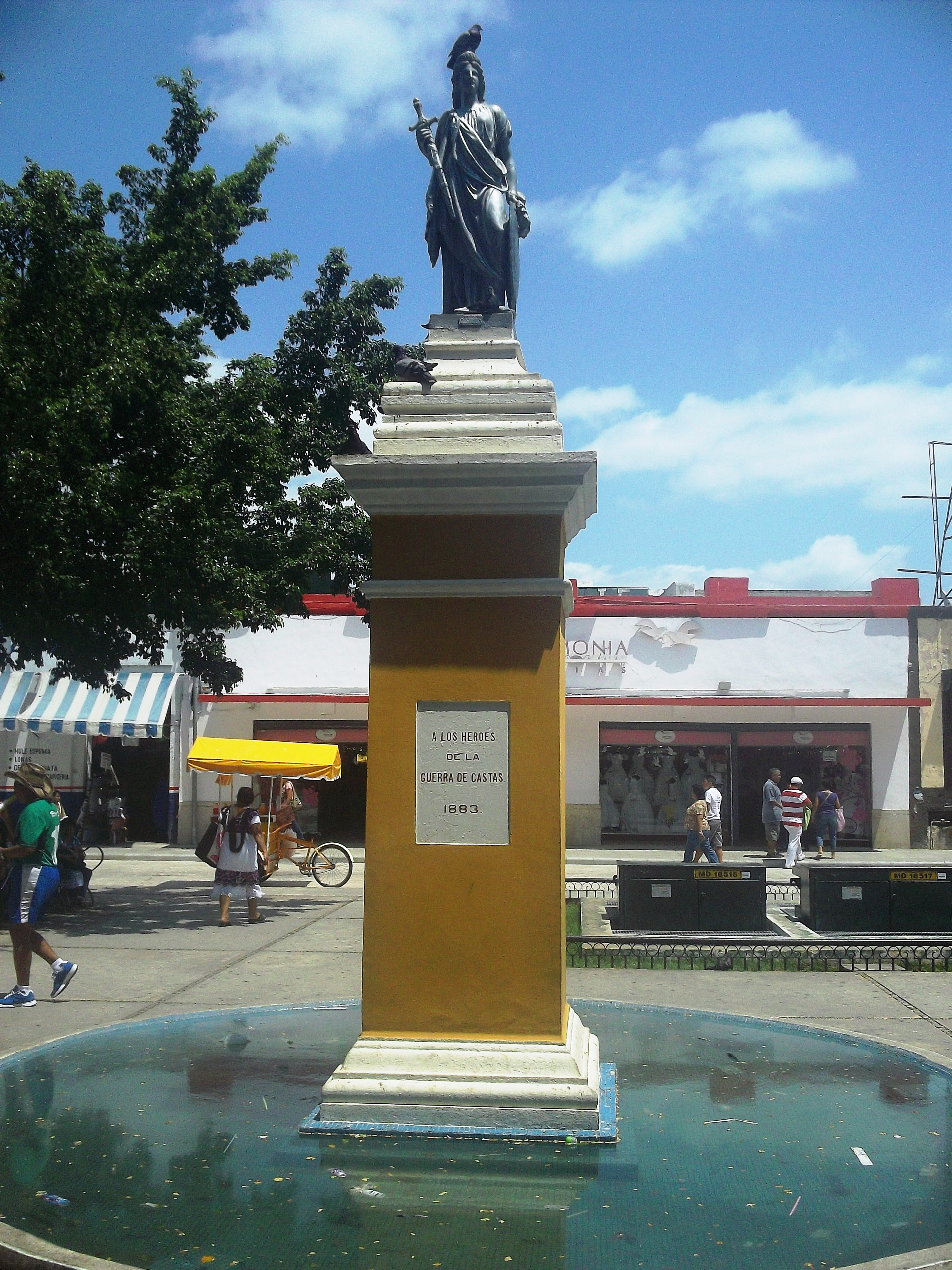
Monumento aos heróis da Guerra das Castas em Mérida.

A cidade de Bacalar permaneceu sob poder dos maias até 22 de janeiro de 1901, data em que foi recuperada por tropas do governo federal a mando do vice almirante  Ángel Ortiz Monasterio, enquanto o general Ignacio A. Bravo ocupou a cidade de Chan Santa Cruz, atualmente Felipe Carrillo Puerto. Em ambos os casos os soldados não dispararam sequer um tiro, porque os indígenas fugiram para as densas selvas, onde formaram novas aldeias nômades, seguindo a tradição maia da roça, corte de árvores e queima da selva para realizar suas semeaduras, sempre marginais, sempre sob forma de subsistência.